# Trois Semaines à Jérusalem
Pour plus de détails, voir Fiche technique et Distribution.
Trois semaines à Jérusalem (Lahav Hatzui) est un film israélo-américain réalisé par Amos Kollek, sorti en 1992.

## Synopsis
La journaliste Faye Milano est envoyée à Jérusalem pour tenter de comprendre les conflits entre les Israéliens et les Palestiniens. Elle est accueillie par David, un officier et écrivain israélien, et Ahmed Shafik, un responsable palestinien.

## Fiche technique
- Titre original : Lahav Hatzui
- Titre anglais : Double Edge
- Titre français : Trois semaines à Jérusalem
- Réalisation et scénario : Amos Kollek
- Pays d'origine : Israël, États-Unis
- Langue originale : Anglais
- Format : Couleur - Stéréo
- Genre : Drame
- Durée : 81 minutes
- Date de sortie : 1992

## Distribution
- Faye Dunaway : Faye Milano
- Amos Kollek : David
- Shmuel Shilo : Moshe
- Mohammad Bakri : Mustafa Shafik
- Hanan Ashrawi : elle-même
- Abba Eban : lui-même
- Meir Kahane : lui-même
- Teddy Kollek : lui-même
- Makram Khoury : Ahmed Shafik